# Brégoux
Le Brégoux est un cours d'eau français de Vaucluse, affluent de la Mède et donc sous-affluent du Rhône.

## Géographie
De 20,7 km de longueur, le Brégoux prend sa source à Malaucène au-dessus du lac du Paty sous  le nom de Vallat des Chandeirolles, à 441 m d'altitude et au nord-est de la montagne de l'Intérès (505 m).
Après les cascades les Conférents[réf. nécessaire], il traverse le ravin du Lauron.
Il conflue sur la commune de Loriol-du-Comtat à 32 m d'altitude.

## Communes traversées

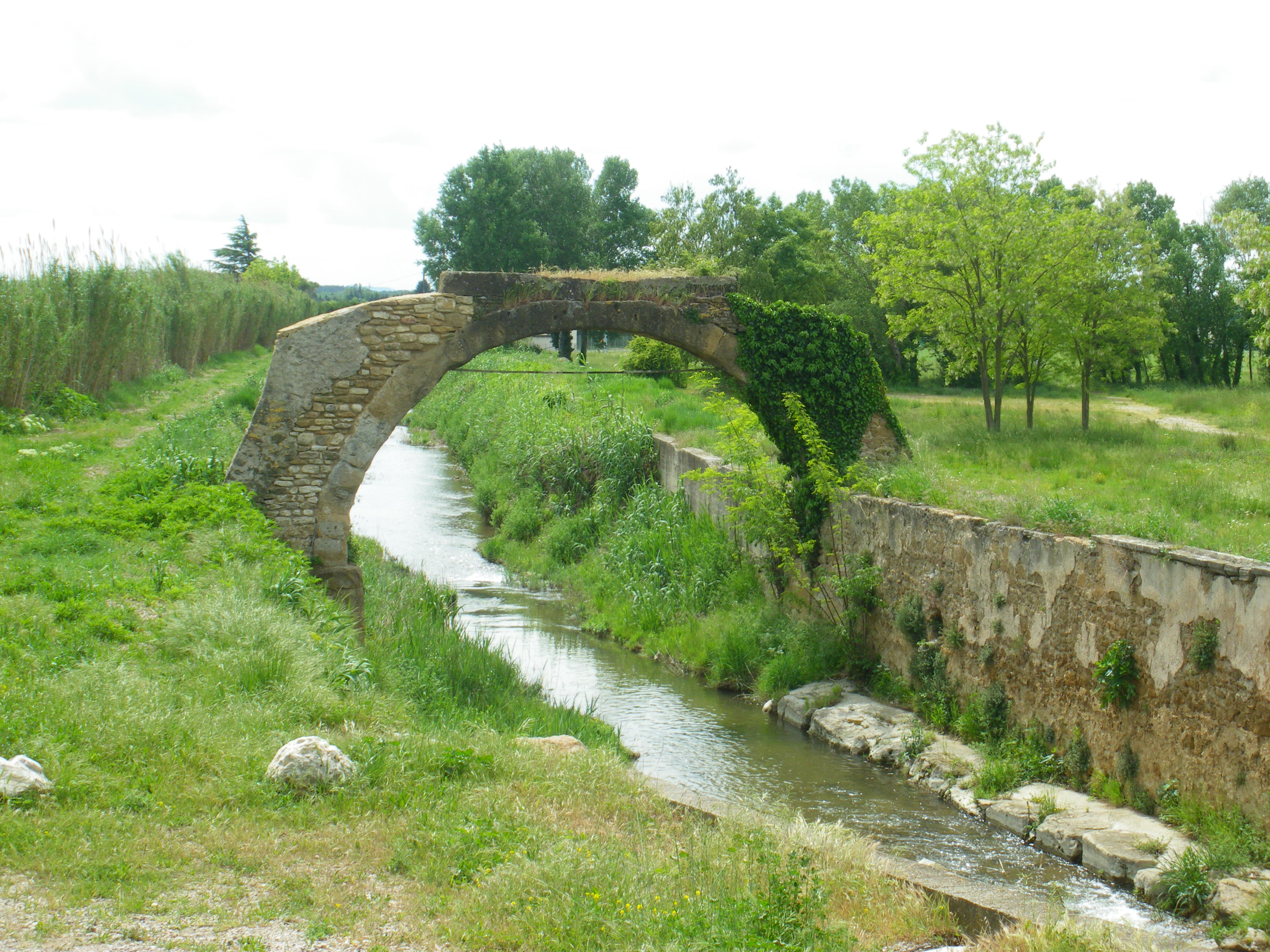
Le Brégoux à Aubignan.

Dans le seul département du Vaucluse, le Brégoux traverse sept communes :
- dans le sens amont vers aval : Malaucène (source), Le Barroux, Caromb[6], Carpentras, Aubignan, Sarrians, Loriol-du-Comtat (confluence).

## Affluents
- le Gourédon (rd) 7,1 km sur les deux communes de Caromb et Le Barroux[7].
- le Vallat de la Tuillère (rd) 5,3 km sur les trois communes de Saint-Hippolyte-le-Graveyron, Caromb, Le Barroux[8]
- le Vallat le Rioulas ou Vallat de Font Sante (rd) 5,8 km sur les trois communes de Beaumes-de-Venise, Aubignan, La Roque-Alric[9]
- ruisseau de Salette ou vallat de Callès (rd) 8,3 km sur les trois communes de Beaumes-de-Venise, Aubignan, Gigondas avec trois affluents [10]:

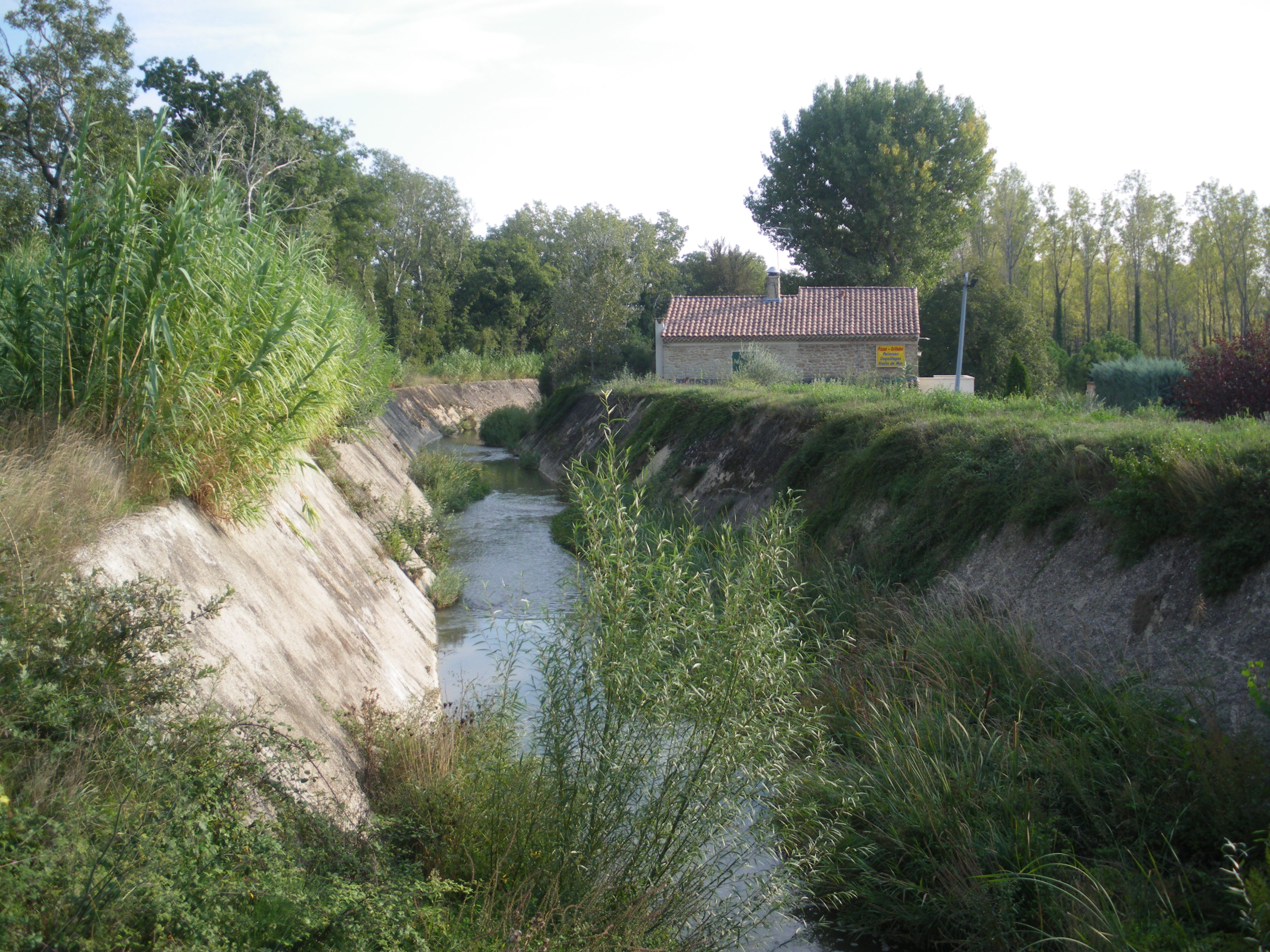
Le Brégoux

  - la Combe (rg) 7,6 km sur les cinq communes de Beaumes-de-Venise, Lafare, La Roque-Alric, Suzette, Le Barroux avec deux affluents :
    - le Vallat de la Chaîne, 2,8 km sur la seule commune du Barroux
    - le Vallat de Fenouillet, 4,4 km sur les trois communes de Lafare, Gigondas et Suzette avec un affluent :
      - le Ravin du Vallat de l'Aiguille 2,1 km sur les deux communes de Lafare, Gigondas.

  - vallat des Infernets (rd) 1,3 km sur la seule commune de Beaumes-de-Venise.
  - ruisseau Lauchun (rd) 7,5 km sur les trois communes de Beaumes-de-Venise, Aubignan, Gigondas.

- le Seyrel (rd) 8,5 km sur les cinq communes de Sarrians, Vacqueyras, Beaumes-de-Venise, Aubignan, Gigondas[11].
- le Mayre de Payan (rd) 9,3 km sur les trois communes de Sarrians, Vacqueyras, Gigondas[12].

Le Brégoux traverse le canal de Carpentras à l'est de la commune d'Aubignan.

## Stations hydrométriques
Les stations hydrométriques se situent à :
- V6105610 - le Brégoux à Carpentras (Château de la Plane) à 115 m d'altitude pour un bassin versant de 23 km2 en service de 1968 à 1992 soit 25 ans : module 0,043 m3/s[13].
- V6155610 - Le Brégoux à Aubignan  à 59 m d'altitude pour un bassin versant de 37 km2 en service de 1967 à 1988 soit 22 ans : module 0,155 m3/s[14].
- V6155620 - le Brégoux à Sarrians (Bas Malacon) à 43 m d'altitude pour un bassin versant de 95 km2 en service de 1967 à 1987 soit 21 ans. : module 0,354 m3/s[2].

## Hydrologie
Le Brégoux a été surveillé à la station V6155620 de Sarrians à 43 m d'altitude pour un bassin versant de 95 km2 de 1967 à 1987 soit 21 ans :